# الیویا کلمن
سارا کرولاین سینکلر CBE (انگلیسی: Sarah Caroline Sinclair؛ زادهٔ ۳۰ ژانویهٔ ۱۹۷۴)، که با نام حرفه‌ای اُلیویا کُلمن (انگلیسی: Olivia Colman) شناخته می‌شود، بازیگر انگلستانی است. او در طول حرفهٔ خود افتخارات گوناگونی از جمله یک جایزهٔ اسکار، یک جایزهٔ امی ساعات پربیننده، سه جایزهٔ گلدن گلوب و چهار جایزهٔ بفتا دریافت کرده‌است.
از فیلم‌هایی که کلمن در آن ایفای نقش کرده‌است می‌توان به پلیس خفن (۲۰۰۷)، تیراناسور (۲۰۱۱)، بانوی آهنی (۲۰۱۱)، لاک (۲۰۱۳)، خرچنگ (۲۰۱۵)، قتل در قطار سریع‌السیر شرق (۲۰۱۷) و میچل‌ها در برابر ماشین‌ها (۲۰۲۱) اشاره کرد. او در سال ۲۰۱۸ برای نقش‌آفرینی در فیلم سوگلی مورد تحسین قرار گرفت و برایش جایزهٔ اسکار بهترین بازیگر نقش اول زن را دریافت کرد. او برای فیلم پدر (۲۰۲۰) نامزد دریافت جایزهٔ اسکار بهترین بازیگر نقش مکمل زن و برای فیلم دختر گم‌شده (۲۰۲۱) نامزد دریافت جایزهٔ اسکار بهترین بازیگر زن شد. کلمن، نقش زن تناردیه در سریال شش قسمتی بینوایان (2018-2019) را بر عهده داشت.

## گزیدهٔ فیلم‌شناسی
- بلک بوکز  (۲۰۰۳)
- پلیس خفن (۲۰۰۷)
- من هرگز نمی‌تونم همسر تو باشم (۲۰۰۷)
- تیراناسور (۲۰۱۱)
- بانوی آهنی (۲۰۱۱)
- آریتی (۲۰۱۱)
- لاک (۲۰۱۳)
- من آن را یک سال می‌دهم (۲۰۱۳)
- خشم کوبایی (۲۰۱۴)
- خرچنگ (۲۰۱۵)
- قتل در قطار سریع‌السیر شرق (۲۰۱۷)
- شهر هالبی (۲۰۰۲)
- اسکینز (مجموعه تلویزیونی) (۲۰۰۹)
- آدمکشان میدسامر (۲۰۰۹)
- دکتر هو (۲۰۱۰)
- برادچرچ (۲۰۱۳–۲۰۱۷)
- مدیر شب (۲۰۱۶)
- تاج (۲۰۱۸)
- سوگلی (۲۰۱۸)
- پدر (۲۰۲۰)
- میچل‌ها در برابر ماشین‌ها (۲۰۲۱)
- زندگی الکتریکی لوئیس وین (۲۰۲۱)
- دختر گم‌شده (۲۰۲۱)
- لنداسکیپرز (۲۰۲۱)
- نفس‌گیر (۲۰۲۲)
- امپراتور روشنایی (۲۰۲۲)
- تهاجم مخفی (۲۰۲۲)
- وانکا (۲۰۲۳)
- پدینگتون در پرو (۲۰۲۴)